# Mistrzostwa SAFF 2023
Mistrzostwa SAFF 2023 – czternasty turniej Mistrzostw SAFF w piłce nożnej. Po raz czwarty wydarzenie to rozgrywane będzie w Indiach. Rozpoczęło się ono 21 czerwca, a zakończyło 4 lipca 2023 roku. Turniej wygrała reprezentacja Indii, która pokonała w finale Kuwejt.

## Zakwalifikowane zespoły
W turnieju zagra 8 drużyn. Ponieważ dwóch członków SAFF, Sri Lanka i Afganistan nie biorą udziału w czempionacie, zostały zaproszone dwie inne drużyny - Liban i Kuwejt.
| Reprezentacja | Ostatni występ w turnieju | Najlepszy wynik w turnieju                             | Wynik          |
| ------------- | ------------------------- | ------------------------------------------------------ | -------------- |
| Bangladesz    | 2021                      | Mistrzostwo (2003)                                     | Półfinał       |
| Bhutan        | 2018                      | III miejsce (2008)                                     | Faza Grupowa   |
| Indie         | 2021                      | Mistrzostwo (1993, 1997, 1999, 2009, 2011, 2015, 2021) | Mistrz         |
| Kuwejt        | debiutant                 | debiutant                                              | Drugie miejsce |
| Liban         | debiutant                 | debiutant                                              | Półfinał       |
| Malediwy      | 2021                      | Mistrzostwo (2008, 2018)                               | Faza Grupowa   |
| Nepal         | 2021                      | II miejsce (2021)                                      | Faza Grupowa   |
| Pakistan      | 2018                      | III miejsce (1997)                                     | Faza Grupowa   |

## Miasta i stadiony
Jeden stadion jest gospodarzem turnieju.
| Bengaluru               | Mapa miast-gospodarzy |
| ----------------------- | --------------------- |
| Sree Kanteerava Stadium | Bengaluru             |
| Pojemność: 25 810       | Bengaluru             |
|                         | Bengaluru             |

## Sędziowie[2]
| Konfederacja | Imię i nazwisko | Sędziowane spotkania                                                                                       |
| ------------ | --------------- | --- |
| AFC          | Alomgir         | Kuwejt 3:1 Nepal (faza grupowa) Indie 1:1 Kuwejt (faza grupowa)                                            |
| AFC          | Prajwol Chhetri | Indie 4:0 Pakistan (faza grupowa) Bangladesz 3:1 Malediwy (faza grupowa) Kuwejt 1:1 (k. 4:5) Indie (finał) |
| AFC          | Crystal John    | Liban 2:0 Bangladesz (faza grupowa) Kuwejt 1:0 Bangladesz (półfinał)                                       |
| AFC          | Haque Arshad Ul | Malediwy 2:0 Bhutan (faza grupowa) Bhutan 1:4 Liban (faza grupowa)                                         |
| AFC          | Pema Tshewang   | Pakistan 0:4 Kuwejt (faza grupowa)                                                                         |
| AFC          | Sinan Hussain   | Nepal 0:2 Indie (faza grupowa) Nepal 1:0 Pakistan (faza grupowa) Liban 0:0 (k. 2:4) Indie (półfinał)       |

## Faza grupowa
Na podstawie:
Legenda
|  | Awans do fazy pucharowej. |
|  | Odpadnięcie z turnieju.   |

Gdy dwie lub więcej drużyn zakończy fazę grupową z taką samą liczbą punktów, o kolejności w tabeli decyduje:
1. bilans bramkowy
2. liczba goli zdobytych w fazie grupowej;
3. punkty zdobyte w meczach pomiędzy danymi drużynami;
4. różnica bramek w meczach pomiędzy danymi drużynami;
5. zdobyte bramki w meczach pomiędzy danymi drużynami;
6. klasyfikacja fair play;
7. losowanie.

Pogrubieniem oznaczono drużyny, które wywalczyły awans do półfinału.

### Grupa A
| Zespół   | Pkt | M | W | R | P | Br+ | Br- | +/- |
| -------- | --- | - | - | - | - | --- | --- | --- |
| Kuwejt   | 6   | 2 | 2 | 0 | 0 | 7   | 1   | +6  |
| Indie    | 6   | 2 | 2 | 0 | 0 | 6   | 0   | +6  |
| Nepal    | 3   | 3 | 1 | 0 | 2 | 2   | 5   | -3  |
| Pakistan | 0   | 3 | 0 | 0 | 3 | 0   | 9   | -9  |

| 21 czerwca 2023 12:00 CET | Kuwejt · Ebrahim 23' · Al-Khaldi 41' · Tata 65' (k) | 3:1(2:0)Raport | Nepal · 68' Bista | Sree Kanteerava Stadium, Bengaluru Widzów: 1 200 Sędzia: Alomgir |
|                           |                                                     |                |                   |                                                                  |

| 21 czerwca 2023 16:00 CET | Indie · Chhetri 10', 14' (k), 74' (k) · Singh 81' · | 4:0(2:0)Raport | Pakistan | Sree Kanteerava Stadium, Bengaluru Widzów: 22 860 Sędzia: Prajwol Chhetri |
|                           |                                                     |                |          |                                                                           |

| 24 czerwca 2023 12:00 CET | Pakistan | 0:4(0:3)Raport | Kuwejt · 10' Al-Enezi · 17', 45+1' Al-Fnaini · 69' Al-Rasheedi | Sree Kanteerava Stadium, Bengaluru Widzów: 309 Sędzia: Pema Tshewang |
|                           |          |                |                                                                |                                                                      |

| 24 czerwca 2023 16:00 CET | Nepal | 0:2(0:0)Raport | Indie · 61' Chhetri · 70' Singh | Sree Kanteerava Stadium, Bengaluru Widzów: 12 642 Sędzia: Sinan Hussain |
|                           |       |                |                                 |                                                                         |

| 27 czerwca 2023 12:00 CET | Nepal · Chaudhary 80' | 1:0(0:0)Raport | Pakistan | Sree Kanteerava Stadium, Bengaluru Widzów: 250 Sędzia: Sinan Hussain |
|                           |                       |                |          |                                                                      |

| 26 czerwca 2023 16:00 CET | Indie · Chhetri 45+2' | 1:1(1:0)Raport | Kuwejt · 90+2' (sam.) A. Ali | Sree Kanteerava Stadium, Bengaluru Widzów: 9 562 Sędzia: Alomgir |
|                           |                       |                |                              |                                                                  |

### Grupa B
| Zespół     | Pkt | M | W | R | P | Br+ | Br- | +/- |
| ---------- | --- | - | - | - | - | --- | --- | --- |
| Liban      | 9   | 3 | 3 | 0 | 0 | 7   | 1   | +6  |
| Bangladesz | 6   | 3 | 2 | 0 | 1 | 6   | 4   | +2  |
| Malediwy   | 3   | 3 | 1 | 0 | 2 | 3   | 4   | -1  |
| Bhutan     | 0   | 3 | 0 | 0 | 3 | 2   | 9   | -7  |

| 22 czerwca 2023 12:00 CET | Liban · Maatouk 79' · Bader 90+6' | 2:0(0:0)Raport | Bangladesz | Sree Kanteerava Stadium, Bengaluru Widzów: 50 Sędzia: Crystal John |
|                           |                                   |                |            |                                                                    |

| 22 czerwca 2023 16:00 CET | Malediwy · Mohamed 6' (k) · Naiz 90' | 2:0(1:0)Raport | Bhutan | Sree Kanteerava Stadium, Bengaluru Widzów: 200 Sędzia: Haque Arshad Ul |
|                           |                                      |                |        |                                                                        |

| 25 czerwca 2023 12:00 CET | Bangladesz · Hossain 42' · Kazi 67' · Morsalin 90' | 3:1(1:1)Raport | Malediwy · 17' Mohamed | Sree Kanteerava Stadium, Bengaluru Widzów: 100 Sędzia: Prajwol Chhetri |
|                           |                                                    |                |                        |                                                                        |

| 25 czerwca 2023 16:00 CET | Bhutan · Gyeltshen 79' | 1:4(0:4)Raport | Liban · 11' Sadek · 23' Al-Haj · 35' Bader · 43' Zein | Sree Kanteerava Stadium, Bengaluru Widzów: 250 Sędzia: Haque Arshad Ul |
|                           |                        |                |                                                       |                                                                        |

| 28 czerwca 2023 12:00 CET | Liban · Maatouk 23' | 1:0(1:0)Raport | Malediwy | Sree Kanteerava Stadium, Bengaluru Widzów: 50 Sędzia: Pema Tshewang |
|                           |                     |                |          |                                                                     |

| 28 czerwca 2023 16:00 CET | Bhutan · Ts. Dorji 12' | 1:3(1:3)Raport | Bangladesz · 21' Morsalin · 30' (sam.) Jigme · 36' Hossain | Sree Kanteerava Stadium, Bengaluru Sędzia: Crystal John |
|                           |                        |                |                                                            |                                                         |

## Faza pucharowa
W fazie pucharowej uczestniczyć będą 4 zespoły, które awansowały z fazy grupowej. Rozegrane zostaną półfinały. Zwycięzcy tych spotkań zagrają o tytuł mistrzowski. W każdym ze spotkań fazy pucharowej mecz zakończony w regulaminowym czasie remisem musi być rozstrzygnięty poprzez trzydziestominutową dogrywkę. Jeżeli wynik nadal pozostanie nierozstrzygnięty, następuje seria rzutów karnych.
UWAGA: W nawiasach podane są wyniki po rzutach karnych.
|  |                         |            |          |                    |       |        |        |       |
|  | Półfinał                | Półfinał   | Półfinał |                    |       | Finał  | Finał  | Finał |
|  | Półfinał                | Półfinał   | Półfinał |                    |       | Finał  | Finał  | Finał |
|  | 1 lipca 2023, Bengaluru |            |          |                    |       |        |        |       |
|  |                         |            |          |                    |       |        |        |       |
|  | Kuwejt                  | Kuwejt     | 1        |                    |       |        |        |       |
|  | Kuwejt                  | Kuwejt     | 1        | 4 lipca, Bengaluru |       |        |        |       |
|  | Bangladesz              | Bangladesz | 0        |                    |       |        |        |       |
|  | Bangladesz              | Bangladesz | 0        |                    |       | Kuwejt | Kuwejt | 1 (4) |
|  | 1 lipca 2023, Bengaluru |            |          |                    |       | Kuwejt | Kuwejt | 1 (4) |
|  |                         |            | Indie    | Indie              | 1 (5) |        |        |       |
|  | Liban                   | Liban      | Indie    | Indie              | 1 (5) | 0 (2)  |        |       |
|  | Liban                   | Liban      |          |                    |       |        |        |       |
|  | Indie                   | Indie      | 0 (4)    |                    |       |        |        |       |
|  | Indie                   | Indie      | 0 (4)    |                    |       |        |        |       |

### Półfinały
| 1 lipca 2023 11:30 CET | Kuwejt · Ammar 105+1' | 1:0 dogr.(0:0)Raport | Bangladesz | Sree Kanteerava Stadium, Bengaluru Widzów: 500 Sędzia: Crystal John |
|                        |                       |                      |            |                                                                     |

| 1 lipca 2023 11:30 CET                                           | Liban | 0:0 dogr. k. 2:4Raport                                         | Indie | Sree Kanteerava Stadium, Bengaluru Widzów: 19 640 Sędzia: Sinan Hussain |
|                                                                  |       |                                                                |       |                                                                         |
|                                                                  |       | Rzuty karne                                                    |       |                                                                         |
| Hassan Maatouk · Walid Shour · Mohamad Omar Sadek · Khalil Bader |       | Sunil Chhetri · Anwar Ali · Naorem Mahesh Singh · Udanta Singh |       |                                                                         |

### Finał
| 4 lipca 2023 16:00 CET                                                                                       | Kuwejt · Al-Khaldi 14' | 1:1 dogr. k. 4:5Raport                                                                                        | Indie · 36' Chhangte | Sree Kanteerava Stadium, Bengaluru Widzów: 26 380 Sędzia: Prajwol Chhetri |
| |                        | |                      |                                                                           |
| |                        | Rzuty karne                                                                                                   |                      |                                                                           |
| Mohammad Daham · Fawaz Al-Otaibi · Ahmed Al-Dhefiri · Abdulaziz Naji · Shabaib Al-Khaldi · Khalid El Ebrahim |                        | Sunil Chhetri · Sandesh Jhingan · Lallianzuala Chhangte · Udanta Singh · Subhasish Bose · Naorem Mahesh Singh |                      |                                                                           |

## Strzelcy

### 5 goli
- Sunil Chhetri

### 2 gole
- Rakib Hossain
- Shekh Morsalin
- Mubarak Al-Fnaini
- Shabaib Al-Khaldi
- Khalil Bader
- Hassan Maatouk
- Hamza Mohamed

### 1 gol
- Tariq Kazi
- Tsenda Dorji
- Chencho Gyeltshen
- Lallianzuala Chhangte
- Naorem Mahesh Singh
- Udanta Singh
- Abdullah Ammar
- Hassan Hamdan Al-Enezi
- Eid Al-Rasheedi
- Khaled Ebrahim
- Mohammad Tata
- Ali Al-Haj
- Mohamad Sadek
- Mahdi Zein
- Anjan Bista
- Aashish Chaudhary
- Hassan Naiz

### Hat tricki
- Anwar Ali (dla  Kuwejtu)
- Phuntsho Jigme (dla  Bangladeszu)

## Klasyfikacja końcowa
| Miejsce                        | Reprezentacja | Punkty | Bramki +/− | Bramki zdobyte |
| ------------------------------ | ------------- | ------ | ---------- | -------------- |
| Strefa medalowa                |               |        |            |                |
| złoto                          | Indie         | 13     | +6         | 8              |
| srebro                         | Kuwejt        | 10     | +7         | 10             |
| brąz                           | Liban         | 9      | +6         | 7              |
| brąz                           | Bangladesz    | 6      | +1         | 6              |
| Wyeliminowane w fazie grupowej |               |        |            |                |
| 5.                             | Malediwy      | 3      | -1         | 3              |
| 6.                             | Nepal         | 3      | -3         | 2              |
| 7.                             | Bhutan        | 0      | -5         | 1              |
| 8.                             | Pakistan      | 0      | -8         | 0              |